# روزهای خوش (ترانه بروک کندی)
«روزهای خوش» (به انگلیسی: Happy Days) ترانه‌ای از خوانندهٔ آمریکایی بروک کندی می‌باشد. این ترانه توسط کسی دیویس، شان مولینس، علی تمپوسی، الیویا ویت و تالای رایلی نوشته شده‌است و تهیه‌کنندگی نیز برعهدهٔ مگا مور بوده‌است و قرار می‌بود در آلبوم منتشر نشدهٔ کندی تحت عنوان مسئله با پدر قرار گیرد و پس از «یک عالمه کش پلاستیکی» به‌عنوان دومین تک‌آهنگ همان آلبوم منتشر گردیده بود. کندی در سال ۲۰۱۷ آرسی‌ای را ترک نمود تا تمرکزش را وقف دومین آلبوم چندآهنگهٔ خود کند که منجر شد انتشار مسئله با پدر لغو شود.